# BFC Alemannia 90 Wacker
Pour les articles homonymes, voir BFC.
Maillots
Le Berliner FC Alemannia 90 Wacker est un club allemand de football basé à Berlin.

## Historique
- 1890 : fondation du club sous le nom de SV Jugendlust, le club est par la suite renommé BTuFC Alemannia
- 1945 : fermeture du club et refondation sous le nom de SG Prenzlauer Berg West
- 1947 : le club est renommé Alemannia 90 Berlin
- 1994 : fusion avec le SC Wacker 04 Berlin (fondé en 1904) en BFC Alemannia 90 Wacker

## Anciens logos

ancien logo du BFC Alemannia 90
ancien logo du SC Wacker 04